# Фейс, Якоб
Якоб Фейс (нем. Jakob Feis; 1842—1900, Лондон) — англо-немецкий писатель и драматург, переводчик еврейского происхождения.
Торговец. Литературные заслуги Я. Фейса состоят в ознакомлении немецкой публики с английскими классическими литературными произведениями. В 1884 году он опубликовал на английском языке «Shakespeare and Montaigne».
Пытался доказать, что введенные в позднейшие издания «Гамлета» отрывки направлены против появившихся в то время «The Essays of Michel Montaigne».
Ему принадлежат произведения:
- «Johanna Grey» (Лондон, 1881, историческая трагедия);
- «Shakspeare and Montaigne» (Лондон, 1884);
- «Aphorismen zur Lebensweisheit» (в соавт., 1890);
- «The new master» (Лондон, 1891, драма);
- «Wie wir arbeiten und wirthschaften müssen» (в соавт., 1896);
- «The Stones of Venice» (в соавт., 1900) и другие.

## Источник
- Фейс, Якоб // Энциклопедический словарь Брокгауза и Ефрона : в 86 т. (82 т. и 4 доп.). — СПб., 1890—1907.
- Фейс, Яков // Еврейская энциклопедия Брокгауза и Ефрона. — СПб., 1908—1913.